# Faust de Riés

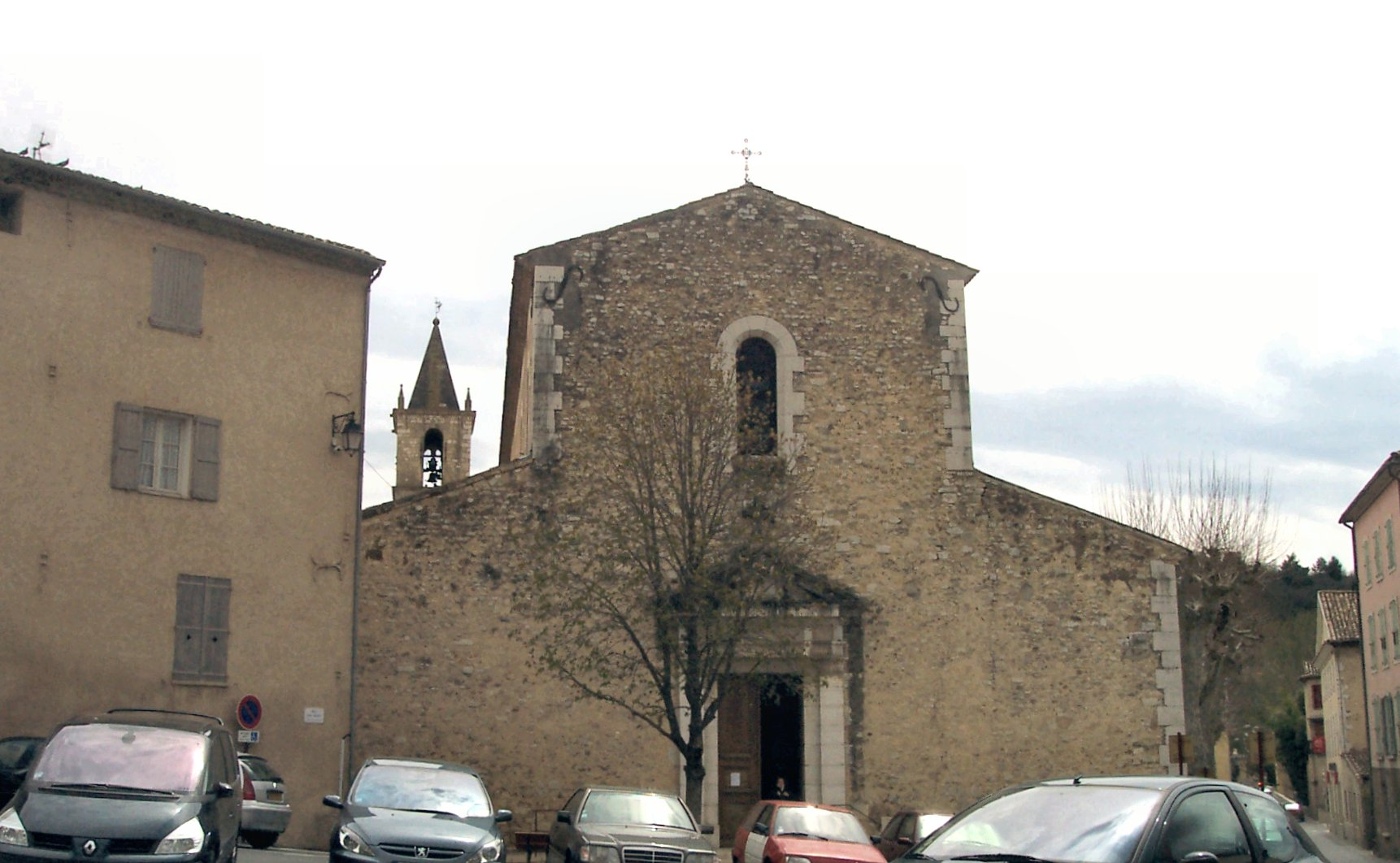
Catedral de Riés

Faust de Riés o Faustus Regensis (Britànnia, 405-410 - Riés, 490-495) va ser un bisbe gal·loromà. Va defensar la doctrina semipelagianista. És venerat com a sant per les esglésies catòlica i ortodoxa.

## Biografia
Nascut a Britànnia entre l'any 405 i el 410, era contemporani i amic de Sidoni Apol·linar. No se'n coneix res de la seva joventut, però es pensa que podria haver estat jurista; influït per la seva mare, molt religiosa, va marxar a la Gàl·lia i va ingressar al monestir de Lerins, on el van ordenar prevere. Va succeir Màxim com abat cap a l'any 432, i cap al 462 també va ser successor del bisbe de Riés a la Provença.
Era conegut per l'austeritat de la seva vida en tots els estats, i, ja bisbe, visitava amb freqüència Lerins per fer-hi retirs. Va fundar nombrosos monestirs a la seva diòcesi. Assistí als concilis d'Arle i Lió (ca. 475) que van condemnar la creença en la predestinació. Va combatre l'arrianisme, i per això el rei visigot Euric el va desterrar l'any 486, però va poder tornar el 484 a la mort del rei.
Va adoptar les doctrines de Joan Cassià i Vicenç de Lerins sobre la gràcia i el lliure albir, però amb ells va ser acusat de semipelagianisme i els catòlics dirigits per Agustí d'Hipona el van estigmatitzar i condemnar al concili d'Aurenja del 529. Va morir entre els anys 490 i 495 amb fama de santedat.

## Obra escrita
Les seves obres són:
- Professio Fidei, contra eos, qui per solam Dei Voluntatem alios dicunt ad Vitam attrahi, alios in Mortem deprimi, escrit cap a l'any 475.
- De Gratia Dei et Hamanae Mentis libero Arbitrio Libri II, també del 475.

Aquests dos llibres tracten del pecat original, la predestinació, el lliure albir, la lliure elecció i la gràcia.
- Responsio ad Objecta quaedam de Ratione Fidei Catholicae. Un assaig sobre els punts de vista dels arrians i la seva refutació.
- Sermones Sea ad Monachos, junt amb Admionitio et exhortationes. Dirigits als monjos de Lerins quan ell en presidia la comunitat.
- Homilia de S. Maximi Laudibus. Atribuïda de vegades a Eusebi d'Èmesa.
- Epistolae. 19 epístoles en total dirigides a diverses persones, sobre les heretgies d'aquell temps.[1]

## Veneració
Va ser venerat com a sant poc després de la seva mort pels ciutadans de Riés que van erigir una basílica en la seva memòria. L'Església Catòlica el celebra el 28 de setembre i l'Ortodoxa el 18 de gener.